# The Diseased and the Poisoned
The Diseased and the Poisoned — второй студийный альбом американской дэткор-группы Carnifex. Альбом был написан в 2008 году и вышел 24 июня того же года. Песня «Adornment of the Sickened» была записана как первый сингл.

## Список композиций
| №                   | Название                           | Длительность |
| ------------------- | ---------------------------------- | ------------ |
| 1.                  | «Suffering»                        | 0:50         |
| 2.                  | «In Coalesce with Filth and Faith» | 3:16         |
| 3.                  | «The Nature of Depravity»          | 3:16         |
| 4.                  | «Adornment of the Sickened»        | 2:27         |
| 5.                  | «Innocence Died Screaming»         | 2:45         |
| 6.                  | «The Diseased and the Poisoned»    | 2:37         |
| 7.                  | «To My Dead and Dark Dreams»       | 3:10         |
| 8.                  | «Sadistic Embrace»                 | 2:54         |
| 9.                  | «Answers in Mourning»              | 2:46         |
| 10.                 | «Aortic Dissection»                | 2:58         |
| 11.                 | «Among Grim Shadows»               | 2:46         |
| 12.                 | «Enthroned in Isolation»           | 3:30         |
| Общая длительность: | Общая длительность:                | 33:16        |

## Участники записи
- Шон Кэмерон — ударные, клавишные
- Скотт Льюис — вокал
- Кори Арфорд — гитара
- Райян Гудмондс — гитара
- Фред Калдерон — бас-гитара